# 北海道有朋高等学校
北海道有朋高等学校（ほっかいどうゆうほうこうとうがっこう、Hokkaido Yuho High School）は、北海道札幌市北区に所在する北海道が設置する公立（道立）の高等学校である。

## 概要
北海道有朋高等学校（以下「有朋高校」という）は通信制課程（普通科）、単位制による定時制課程（普通科、事務情報科）、技能連携制度下での定時制課程（事務科、経理科）を設置する定通課程のみの高校である。また、一般の北海道立高校では学校運営の基本事項を定める教育委員会規則「北海道立高等学校学則」が適用されるのに対し、有朋高校は別に定める「北海道有朋高等学校学則」が適用されることから北海道立高校の中では特別な位置づけがされており、北海道全域の生徒を対象として特別な形態で高校教育を行っている。
通信制課程、単位制課程においては生涯学習を目的とした「一部科目履修」（聴講制度）があり、正規の教育活動に支障のない範囲で卒業を目的としない社会人等の履修が許されている。

### 校名
校名は孔子の言行録である『論語』の同志・朋友を得る楽しみを説く一節である
に由来し、多くの北海道立高校の校名が地名を冠する中、通信制高校の特性を考慮して地名を冠しない校名となっている。

## 沿革
- 1948年 - 北海道立札幌第一高等学校に通信教育部が設置される。
- 1950年 - 校名を北海道札幌南高等学校と改称。
- 1953年 - 北海道北見北斗高等学校通信制教育部を統合。
- 1967年 - 通信制独立校「北海道有朋高等学校」として開校。校舎は引き続き北海道札幌南高等学校の一部を使用。
- 1970年 - 苫小牧高等商業学校と北見商科高等専修学校を技能教育施設として指定。
- 1974年 - 開校記念日を「2月3日」と制定。
- 1977年 - 札幌市中央区の北海道札幌工業高等学校旧校舎（中央区南14条西12丁目1番1号）に移転。
- 1978年 - 定時制課程（学年制）の設置。
- 1980年 - 「北海道有朋高等学校学則」制定。
- 1991年 - 単位制課程の設置。定時制課程の募集停止。
- 1994年 - 定時制課程の閉課。
- 1998年 - 陸上部、女子バレーボール部、女子バスケットボール部が単位制課程創設以来初の全国大会出場。
- 2000年 - バドミントン部が全国大会初優勝。
- 2007年 - 札幌市中央区の旧校舎から北区の新校舎に移転。
  - 中央区の跡地には2015年（平成27年）4月に北海道札幌視覚支援学校が開校した。

- 2019年11月17日 - 通信制課程創立70周年 単位制課程創立30周年 技能連携教育50周年記念式典　挙行

## 通信制課程
- 修業年限は3年以上。学校の定める条件を満たした生徒は、希望すれば「修業年限3年コース」を選択することができる。一方、在学期間の制限がないため、生徒個々の事情に合わせて学習することもできる（卒業生には、20年かけて卒業した者もいる）。
- 在籍生徒数は3000名を超え、国内の公立通信制高校としてはマンモス校の一つである。
- 近年在籍生徒の若年化が進んでいるものの、学ぶ生徒の中には、働きながら学ぶ人、定年退職後に若い頃に叶えられなかった高校の卒業を目指す人、子育て中の女性など、幅広い年齢層の世代が在籍している。
- 2022年4月に改定された文部科学省「高等学校通信教育規程」に従い、北海道教育委員会は、2022年9月に学則改定を行った。各協力校の収容定員が定められるなど、「通信制教育の質保障」の一歩を踏み出している。ただし、収容定員を超える生徒を抱える協力校では教室に入れない生徒が出るなど、北海道の公立通信制高校教育の質保障の課題も抱えている。協力校の「分校化」もしくは「新たな通信制課程の設置」など北海道教育委員会に学習環境整備を求める声も出始めている。
- 道内の公立定時制課程（夜間）の「定通併修」（定時制の履修科目の一部を通信制教育で代替することで、通常4年間とする修業年限を3年間とするが可能）を担っている。
- 全日制高校在籍生徒に対し、その学校の教育課程にはない科目について「学校関連携」制度により、学修外の単位取得の機会を用意している（2023年4月より本格運用）。
- 北海道有朋高等学校内に設置されている「北海道高等学校遠隔授業配信センター（T-base）」については、通信制課程とは別に設置された機関（全日制課程生徒への授業配信を目的とする）であり、通信制教育ではないが、通信制教育の「通信」がインターネット技術を指しているものとの思い込みから混同されている状況がしばしば見られる。
- 北海道立高校で唯一の通信制課程であるため、生徒は北海道全域にわたって存在する。全道どこに住んでいても公立の通信制教育を受けることができるように、札幌市の実施校のほか、道内公立高校32校に協力校を置き、面接指導などを行っている。通う学校は、生徒自身が決定できる。また、入学後も、実施校と協力校の間または協力校と協力校と間で通う校舎の移動（協力校変更）も可能である。実施校・協力校は下記の通りである。

### 実施校
- 石狩地区 - 北海道有朋高等学校

### 協力校
- 渡島桧山地区
  - 北海道函館中部高等学校
  - 北海道松前高等学校
  - 北海道江差高等学校
  - 北海道奥尻高等学校
  - 北海道檜山北高等学校
- 後志地区
  - 北海道小樽潮陵高等学校
  - 北海道倶知安高等学校
  - 北海道岩内高等学校
- 空知地区
  - 北海道岩見沢東高等学校
  - 北海道滝川高等学校
- 上川地区
  - 北海道旭川東高等学校
  - 北海道名寄高等学校
  - 北海道富良野高等学校
- 留萌宗谷地区
  - 北海道留萌高等学校
  - 北海道羽幌高等学校
  - 北海道稚内高等学校
  - 北海道浜頓別高等学校
  - 北海道利尻高等学校

- 網走地区
  - 北海道北見北斗高等学校
  - 北海道網走桂陽高等学校
  - 北海道紋別高等学校
  - 北海道遠軽高等学校
- 胆振日高地区
  - 北海道室蘭栄高等学校
  - 北海道苫小牧東高等学校
  - 北海道伊達高等学校
  - 北海道静内高等学校
- 十勝地区
  - 北海道帯広柏葉高等学校
  - 北海道大樹高等学校
  - 北海道本別高等学校
- 釧路根室地区
  - 北海道釧路湖陵高等学校
  - 北海道根室高等学校
  - 北海道中標津高等学校
- その他
  - NHK学園高等学校

## 定時制課程（単位制）
1991年夜間定時制課程の募集停止と同時に単位制課程を開設する。道内で初の単位制による定時制課程となる。単位制課程に普通科と事務情報科が置かれ、修業年限はそれぞれ3年以上6年以内である。大学の教育システムをモデルとして学年による区別をせず、I部（午前）、II部（午後）、III部（夜間）の三部制を採用して12時間開講を実現している。生徒はいずれかの部に在籍し、一定の条件の下で進路や興味に合わせて各部で開設される科目を自由に選択して時間割を作成し、それに基づいて授業を受ける。また、「自己管理・自己責任・自己申告」という生徒指導方針のもと、頭髪や制服・服装等に関する校則や制限は基本的になく、登下校完全フレックス制も導入するなど、生徒指導は生徒の自主性を最大限に尊重しながら行われる。部活動も比較的活発であり、部によっては全国大会の出場実績もある。
授業は生徒の学力レベルに合わせて同一の科目でも複数設置されており、生徒が自己の学力に見合った講座を自由に選択でいることを特徴としている。前期・後期2学期制で学期ごとに単位を認定、また学校外学修を認めており、技能審査における単位認定、高校大学連携による単位認定、通信制課程との併修による単位認定、高卒認定試験による単位認定など、多様な単位認定を設けている。また、授業は広く一般人の履修を認めており、科目履修生や他校生の学校間連携も盛んである。先進的な単位認定制度を有している。

## 定時制課程（技能連携制度）
技能連携制度の下、北海道内の高等専修学校と連携し、技能教育施設での定時制教育による単位取得のほか、通信制教育による報告課題の添削指導などを通じて高校教育を実施する。技能連携を行う技能教育施設は苫小牧高等商業学校と北見商科高等専修学校の2校である。この2校に在籍する生徒は、高等専修学校の卒業と同時に、北海道有朋高等学校の卒業生ともなる。

## 校歌
北海道札幌南高等学校通信制教育部から、北海道有朋高等学校通信制課程が独立校として確立された後、独自の校歌の制定を求める声が生徒を中心に高まった。それを受け、一般公募作品の中から、1971年（昭和46年）に校歌が制定された。様々な困難の中で学ぶ生徒の誇りの「働き学ぶ」という歌詞が校歌に込められた。
半世紀が経過して2000年代になると、働き学ぶ生徒に加え、多様なニーズを持つ生徒も在籍するようになり、校歌の描く生徒像と在学する生徒像がうまく合致しなくなってきていた。有朋高校の学校祭に参加する機会のあった、札幌出身のシンガーソングライターの半崎美子が、この時代にふさわしいメッセージソングの作成を申し出、その厚意によって新たな「生徒へのメッセージソング」づくりが開始された。半崎は2022年（令和4年）12月に来校し、多様な背景を持った生徒の体験談などを直接聞いて、曲作りに取り入れた。
そして2023年（令和5年）3月19日、通信制課程の卒業式の日に再び来校した半崎は、卒業生へ、完成したメッセージソング、「新校歌「朋よ」」を披露した。その歌詞は「語り合った朋よ 一筋の希望となれ」や「越えよう自分を」というもので、メッセージ性の強い内容であった。
北海道有朋高等学校は、建学の理念を継承するため初代の校歌も今後も維持しつつ、校歌「朋よ」との２つの校歌を歌い繋いでいくこととしている。

## 著名な出身者
- 野切耀子（漫画家）
- ひいらぎ (フォークグループ)